# Vezérszó
A vezérszó egy kifejezés vagy mozaikszó, a cégjogban egy cég nevének része a cégforma mellett, amely egy cég nevében az első helyen áll. A cégnévnek a választott cégforma megnevezését, valamint legalább a vezérszót kell tartalmaznia. A vezérszó elősegíti a cég azonosítását, illetve más, azonos vagy hasonló tevékenységű cégtől való megkülönböztetését.  A cég nevében a vezérszón kívül csak magyar szavak szerepelhetnek a magyar helyesírásnak megfelelően.
2006. évi V. törvény a cégnyilvánosságról, a bírósági cégeljárásról és a végelszámolásról.

## A vezérszó kiválasztásának szabályai
A vezérszó elősegíti a cég azonosítását, illetve más, azonos vagy hasonló tevékenységű cégtől való megkülönböztetését. A vezérszó a cégnévben az első helyen áll. A vezérszó idegen nyelvű kifejezés, rövidítés és mozaikszó is lehet, amelyet latin betűkkel kell feltüntetni. A cégnévben a vezérszón kívül csak magyar szavak szerepelhetnek, a magyar helyesírás szabályainak megfelelően. A cégnévben rövidítés csak a vezérszó esetén, illetve a cégforma meghatározásánál lehetséges.
A cég rövidített neve a vezérszóból és a cég formájának megjelöléséből áll.
A cégnévnek (rövidített névnek) az ország területén bejegyzett más cég elnevezésétől, illetve a fentebb idézett törvény 6. §-ának (3) bekezdése szerint lefoglalt elnevezéstől - a cégforma különbözőségén túlmenően is - egyértelműen különböznie kell, és nem kelthet olyan látszatot, ami - különösen a cég tevékenységi körét és a választott cégformát illetően - megtévesztő. A cégnévnek - a fentieken túl - egyértelműen különböznie kell a közhatalmi és közigazgatási szervek hivatalos és a köznyelvben használt elnevezéseitől.
A cég elnevezésében nem szerepelhet
- a) olyan személy neve, aki a XX. századi önkényuralmi politikai rendszerek megalapozásában, kiépítésében vagy fenntartásában vezető szerepet töltött be, vagy
- b) olyan kifejezés vagy olyan szervezet neve, amely a XX. századi önkényuralmi politikai rendszerrel közvetlenül összefüggésbe hozható.[7]

A cégnévben szerepelhet a cégtulajdonosnak vagy a cég tagjainak neve az említett törvény 3. §-ának (4) bekezdésében foglaltak megfelelő alkalmazásával.
A cégnévben a cég nonprofit jellegét a cégforma megjelölése előtt fel kell tüntetni, a közhasznú szervezeti minőség pedig feltüntethető.
A cégnévben az „állami” vagy „nemzeti” kifejezés csak abban az esetben szerepelhet, ha a cégben az állam közvetlenül vagy szervezetei útján, a Polgári törvénykönyv szerinti többségi befolyással rendelkezik, vagy a cég a külön törvény szerinti tartós állami tulajdoni körbe tartozik.
Külföldi cég magyarországi fióktelepe, külföldiek magyarországi közvetlen kereskedelmi képviselete, valamint európai gazdasági egyesülés telephelye esetén a külföldi vállalkozás nevét a cégnévben meg kell jelölni.
A történelem kiemelkedő személyiségének nevét a Magyar Tudományos Akadémia engedélyével, olyan elnevezést pedig, amelyhez másnak jogi érdeke fűződik, csak a jogosult hozzájárulásával lehet a cégnévben szerepeltetni.
A cégbíróság eljárása során vizsgálja, hogy a cégnév megfelel-e az idézett törvény 3. §-ának (6) bekezdésében foglaltaknak, és kétség esetén köteles beszerezni a Magyar Tudományos Akadémia állásfoglalását, ettől eltérően azonban nem kell beszerezni a Magyar Tudományos Akadémia állásfoglalását, ha a bejegyzés alapjául szolgáló kérelemből és az okiratokból egyértelműen megállapítható, hogy a bejegyezni kívánt cégnév a cég természetes személy tagjának nevére való utalást tartalmaz.
Két vagy több azonos nevű cég közül a választott név (rövidített név) viselésének joga azt illeti meg, amelyik a cégbejegyzési kérelmét elsőként nyújtotta be, illetve amelyik névfoglalással élt.
A cégbíróság - jogi képviselő által elektronikus úton benyújtott kérelemre, illeték megfizetése ellenében - a kérelem érkezését követő egy munkanapon belül megvizsgálja, hogy a választott elnevezéssel az információkérés időpontjában a cégnyilvántartásban bejegyzett vagy bejegyzés alatt álló, illetve névfoglalás hatálya alatt álló más cég szerepel-e.

## Rövidítés mint vezérszó
Előfordul, hogy a cégnév vezérszóként a cégnév rövidítését is, rekurzív módon, tartalmazza. (pl. KMKK Középkelet-magyarországi Közlekedési Központ)